# Belén kommun, Boyacá
Belén är en kommun i Colombia.   Den ligger i departementet Boyacá, i den centrala delen av landet, 200 km nordost om huvudstaden Bogotá. Antalet invånare är 9 041.